# Изюминки
«Изюминки» (англ. Raisins) — четырнадцатый эпизод седьмого сезона сериала «Южный Парк». Премьера эпизода состоялась 10 декабря 2003 года. Серия основана на переживаниях Трея Паркера после разрыва его отношений с работавшей у него бухгалтершей Лиэн Адамо. Боль и отчаяние, которые испытывает Стэн, очень похожи на ощущения Трея, когда он встретил свою школьную любовь Лиэн с другим. Поведение Венди в серии также повторяет поведение Лиэн Адамо.

## Сюжет
Четвероклассники собираются поиграть в футбол; к Стэну подходит Биби и сообщает, что его бросает давняя подружка, Венди. Друзья думают, что Стэн не обратит на это особого внимания, однако он впадает в глубокую депрессию. Думая, как извиниться перед Венди, Стэн просит поговорить с ней сначала Кайла, затем Джимми, но Джимми, заикаясь, говорит «вагина», что ухудшает положение; после нескольких неудач он решает попросить об этом Биби. Та советует ему прийти под окна Венди с бумбоксом, на котором играет песня Питера Гэбриела (это самое романтичное, что она может себе представить). Стэн приходит и видит в окне дома Венди Токена.
От того, что Венди ушла к Токену, Стэну становится ещё хуже. Друзья, пытаясь показать ему, что в мире есть и другие девочки, приводят его в бресторан «Изюминки». В нём работают маленькие девочки — ровесницы главных героев; они очень ярко красятся и заигрывают с посетителями, вызывая у мальчиков экстаз. Стэну после посещения кафе становится ещё хуже, а Баттерс, после того, как одна из «изюминок» с ним поговорила, решил, что у него появилась подружка.
Эта девочка, которую в «Изюминках» называют Лексус, всегда держится с Баттерсом приветливо, принимает его подарки и говорит ему что-нибудь приятное, как принято у них в заведении. Он чрезвычайно увлечён своими «отношениями» и начинает всё чаще ходить в бар. Тем временем Стэн не находит себе места, и Кайл спрашивает, не хочет ли он, раз всё время страдает, присоединиться к готам. Стэн знакомится со школьными готами, узнаёт, что, по их мнению, нужно, чтобы стать нон-конформистом, и начинает всё время проводить с ними, уйдя из дома и подстраиваясь под их образ жизни: пишет стихи о боли, одевается в чёрное, пьёт много кофе. Кайл, придя в кафе, где сидят готы, пытается им объяснить, что их позиция — просто позёрство, а их «страдания» жалки по сравнению с настоящими бедами вроде голодающих стран третьего мира, но те его не слушают, посчитав конформистом.
Баттерс говорит родителям, что у него есть подружка, и те решают с ней познакомиться. Придя к «Изюминкам» и будучи в замешательстве от атмосферы этого заведения, родители объясняют Баттерсу, что девочки могут флиртовать, чтобы получить чаевые, но это не означает настоящих отношений. Баттерс говорит, что они ничего не понимают, и предлагает Лексус убежать вместе с ним, но та отвечает Баттерсу, что никогда не питала к нему чувств.
Когда готы со Стэном ночью идут на кладбище, они встречают Баттерса, плачущего под дождём. Он говорит им, что его сердце разбито, и они предлагают ему присоединиться к ним. Однако Баттерс отвечает, что любит жизнь, и что если сейчас ему по-настоящему плохо, значит, раньше было по-настоящему хорошо, и говорит «что лучше будет плаксой и слабаком, чем п**рилой-готиком». Готы его не понимают, однако Стэн осознаёт, что Баттерс прав, посылает свою новую компанию, говоря: «Да пошли вы в жопу! Я домой», и отправляется домой.
На следующий день четвероклассники снова собираются играть в футбол. Стэн подходит к ним, видит проходящих мимо Токена и Венди и говорит им: «Привет, Венди. Ты сука. Токен, а ты иди нах**». Те хмурятся и уходят, а Кайл говорит другу: «Хорошо, что ты вернулся».

## Персонажи
В этой серии впервые появляются изюминки и готы.

## Пародии
- Ресторан «Изюминки» — пародия на сеть ресторанов «Hooters», отличия заключаются в возрасте сотрудниц (в мультфильме им около 10 лет), надписях на футболках, а также в наличии яркого макияжа. Как и у «Hooters», в «Изюминках» основная концепция сделана на сексуальной привлекательности официанток, которые могут заигрывать с любым из посетителей, не считая это чем-то противоестественным. Кстати, возможно, из-за этого все работницы «Изюминок» носят имена автомобилей (Феррари, Лексус). Так, администраторшу зовут Мерседес, а изюминку, которая открывала двери и которую Кайл хотел познакомить со Стэном — Порше.
- На магнитофоне у Стэна, стоящего под окнами у Венди, играет песня Питера Гэбриела «Shock the Monkey»[2]. Эта сцена является пародией на известный эпизод из фильма «Скажи что-нибудь…», в котором герой в аналогичной ситуации ставит на магнитофоне романтическую балладу Гэбриела «In Your Eyes». Биби советует Стэну поступить так же, однако он выбирает неромантичную агрессивную «Shock the Monkey».

## Факты
- Оказывается, родители Баттерса держали пари, станет ли их сын геем или нет. Выиграл его Стивен, когда Баттерс сообщил ему о своей любви к девочке.
- После того, как Биби сообщает Стэну, что Венди с ним порвала, звучит песня Cinderella «Don’t Know What You’ve Got ('Til It’s Gone)». Чуть позже также звучит «I’m All Out of Love» Air Supply.
- Когда ребята приходят в ресторан, изюминки поют там песню «Y.M.C.A.» Village People. Позже, когда «Изюминкам» звонит Баттерс, там играет «I Love Rock 'n' Roll» Джоан Джетт.
- После переодевания в гота на футболке Стэна изображен портрет писателя Эдгара Аллана По и название одного из его знаменитых произведений «Nevermore».